# Azparren

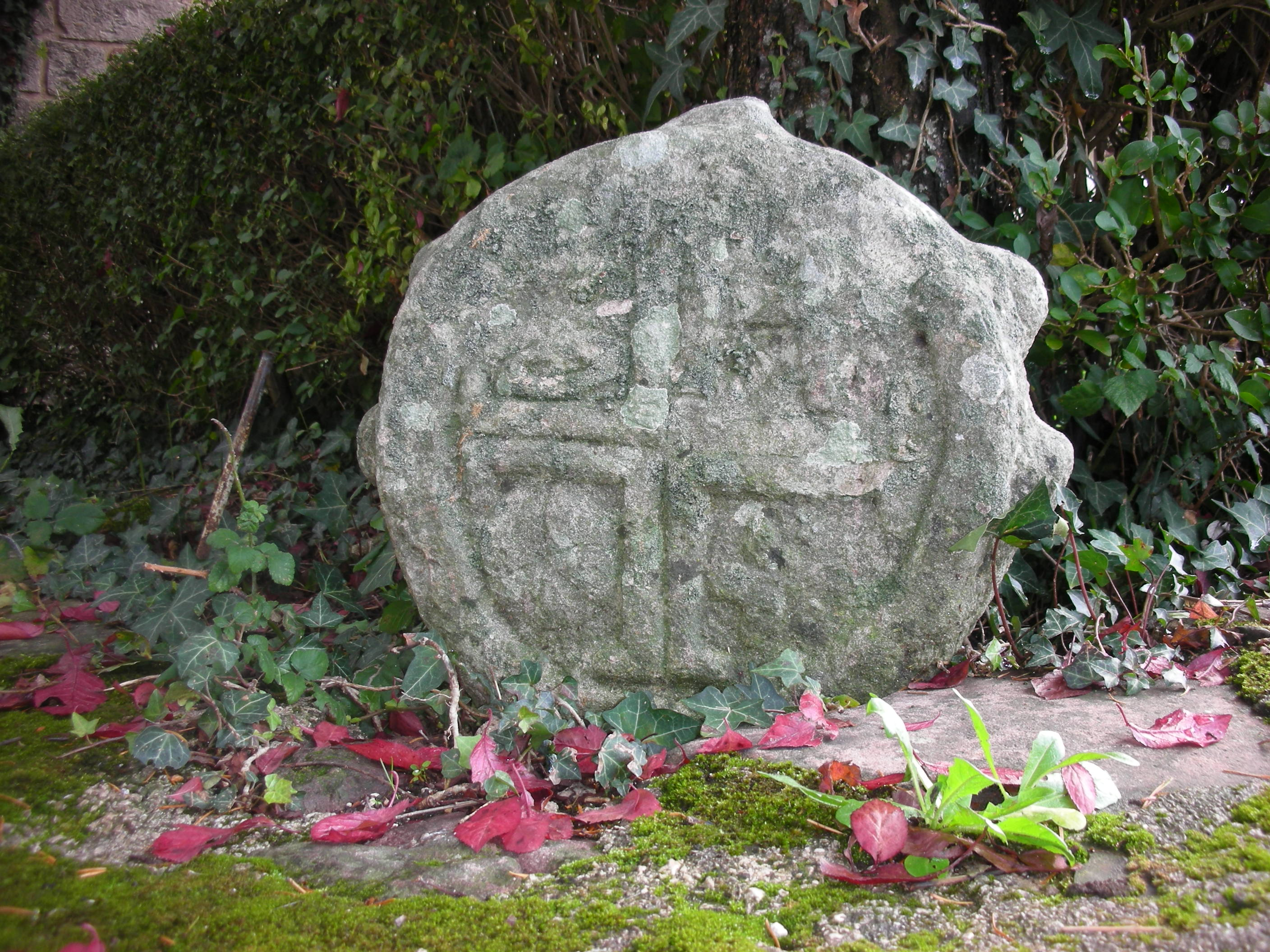
Estela funeraria.

Azparren es una localidad española y un concejo de la Comunidad Foral de Navarra perteneciente al municipio de Arce. 
Está situado en la Merindad de Sangüesa, en la comarca de Auñamendi, y a 48 km de la capital de la comunidad, Pamplona. Su población en 2014 fue de 25 habitantes (INE), su superficie es de 10,84 km² y su densidad de población de 2,31 hab/km².

## Geografía física

### Situación
La localidad de Azparren está situada en la parte Noroeste del municipio de Arce a una altitud de 920 m s. n. m. Su término concejil tiene una superficie de 10,84 km² y limita al norte con los municipios de Oroz-Betelu y Garayoa; al este con el municipio de Abaurrea Baja y el término de Aristu en el municipio de Urraúl Alto; al sur con el término de Equiza y al oeste con el concejo de Artozqui.
|                 | Norte: Oroz-Betelu y Garayoa |                                            |
| Oeste: Artozqui |                              | Este: Abaurrea Baja y Aristu (Urraúl Alto) |
|                 | Sur: Equiza                  |                                            |

## Demografía

### Evolución de la población
| Gráfica de evolución demográfica de Azparren entre 2000 y 2010 |
|                                                                |
| Datos según el nomenclátor publicado por el INE.               |